# Старобікметово
Старобікме́тово (рос. Старобикметово, башк. Иҫке Бикмәт) — присілок у складі Бураєвського району Башкортостану, Росія. Входить до складу Бадраковської сільської ради.
Населення — 328 осіб (2010; 338 у 2002).
Національний склад:
- башкири — 98 %